# Weitenbach (Donau)
Der Weitenbach ist der Fluss des Weitentales im niederösterreichischen Waldviertel.

## Name
Der Bach wurde vor dem Jahr 1121 („fluit … in Witen“) erstmals urkundlich erwähnt. Der Name leitet sich vom germanischen Adjektiv *wīda- „weit, groß, breit“ ab.

## Geographie

### Verlauf
Der Weitenbach entspringt westlich von Gutenbrunn im Weinsberger Wald als Abfluss des Stifterteiches, dessen Quellbäche in 950 m Höhe südlich von ihm entspringen, fließt zunächst in östlicher Richtung nach Martinsberg, schwenkt dann nach Süden und gräbt sich im kurzen Hölltal rund 200 Höhenmeter ein. Im anschließenden Weitental durchfließt er Pöggstall, dann Weiten und mündete in Weitenegg von links in die Donau. Seit dem Bau des Donaukraftwerks Melk mündet der Weitenbach in einen ehemaligen Seitenarm der Donau, nunmehr linkes Sammelgerinne.

### Zuflüsse
Vom Ursprung zur Mündung. Auswahl.
- Höllbach, von links nach Gutenbrunn; durchfließt den Edlesberger Teich
- Oeder Bach, von links am Ortsanfang von Martinsberg
- Hundsbach, von links nach Hundsbach
- (Bach aus dem Damischen Graben), von links nach Reithof
- (Bach aus dem Bannholz), von rechts nahe Thümling
- Traubenbach, von rechts im Hölltal bei Weinling
- Laimbach, von rechts vor Pöggstall
- Krumlinger Bach, von rechts nach Pöggstall
- Loibersdorfer Bach, von links
- (Bach aus Richtung Drengg), von links nahe Gerersdorf
- Raflesbach, von links bei Streitwiesen
- Tottendorfer Bach, von rechts bei Greißl
- Wehrbach, von links bei Am Schuß
- Hausbergbach, von rechts bei Möllenburg
- Nastinger Bach, von rechts in Weiten
- Eibetsberger Bach, von links
- (Bach aus Richtung Kuffarn), von links
- Mörenzer Bach, von rechts in Eitental
- Schwarzaubach, von rechts in Eitental

## Ölunfall 2023
Nach einem Defekt in einem Betrieb in Pöggstall beauftragte dieser eine Fremdfirma mit der Schadensbehebung und rief am 8. Februar 2023 die Feuerwehr zu Hilfe. Diese dichtete Kanäle ab und legte im Weitenbach mehrere Ölsperren an, um Öl, das via Kanal und Kläranlage in den Bach floss, zu binden. Die Feuerwehren mehrerer Orte waren zumindest bis am 11. Februar im Einsatz, als kein neues Öl mehr austrat.